# Al-Hurr ibn Yazid
Al-Hurr ibn Yazid ar-Riyahí (àrab: الحر بن يزيد الرياحي, al-Ḥurr b. Yazīd ar-Riyāḥī) fou un militar àrab omeia.
El governador musulmà de l'Iraq, Ubayd-Al·lah ibn Ziyad el va enviar amb 1.000 cavallers contra al-Hussayn ibn Alí que avançava cap a Kufa, amb ordres de no deixar-lo passar. Li va barrar el pas, la qual cosa va obligar l'alida a establir el seu campament a la zona àrida de Karbala. Quan Ubayd-Al·lah va enviar Úmar ibn Sad ibn Abi-Waqqàs a combatre al-Hussayn, al-Hurr es va posar del costat de l'alida i va morir en combat el 10 d'octubre del 680 a la batalla de Karbala.